# In Search of the Fourth Chord
In Search of the Fourth Chord ist das 2007 veröffentlichte 28. Studioalbum der britischen Rockband Status Quo.

## Hintergrund
Das Album wurde den ARSIS Studios, Surrey, und den Hear No Evil Studios, London, aufgenommen und enthält 13 neue Songs. Erstmals seit dem Album Don’t Stop von 1996 kehrte Produzent Pip Williams zurück. Der Albumtitel ist eine Anspielung auf In Search of the Lost Chord von The Moody Blues aus dem Jahr 1968 und ironisiert zugleich ein gängiges Gerücht, die Band würde pro Song nur drei Akkorde verwenden. Das Albumcover referenziert zudem den Indiana-Jones-Film Jäger des verlorenen Schatzes, im Original Raiders of the Lost Ark.
Als Single wurde Beginning of the End veröffentlicht.

## Titelliste
1. „Beginning of the End“ (Francis Rossi, John Edwards) – 4:23
2. „Alright“ (Rick Parfitt, Wayne Morris) – 4:12
3. „Pennsylvania Blues Tonight“ (Rossi, Bob Young) – 3:44
4. „I Don't Wanna Hurt You Anymore“ (Rossi, Young) – 4:00
5. „Electric Arena“ (Rossi, Young) – 5:25
6. „Gravy Train“ (Edwards) – 3:23
7. „Figure of Eight“ (Andy Bown) – 4:08
8. „You're the One for Me“ (Matt Letley) – 3:30
9. „My Little Heartbreaker“ (Rossi, Young) – 3:50
10. „Hold Me“ (Rick Parfitt, Simon Climie, Wayne Morris) – 4:33
11. „Saddling Up“ (Rossi, Bown) – 3:42
12. „Bad News“ (Edwards) – 5:05
13. „Tongue Tied“ (Rossi, Young) – 4:21

### UK-Bonustitel
1. „I Ain't Wastin' My Time“ (Rossi, Young) – 3:36

### Europa-Bonustitel (außer Frankreich)
1. „One by One“ (Parfitt, Young) – 4:12

### Bonus-CD Deutschland
- CD2: Exclusive Bonus Live CD, Recorded live at the National Arboretum Westonbirt, Tetbury, Sunday 22 June 2008

1. „Caroline“ (Rossi, Young) – 6:19 Live
2. „Beginning of the End“ (Rossi, Edwards) – 4:14 Live
3. „In the Army Now“ (Rob Bolland, Fred Bolland) – 4:04 Live
4. „Down Down“ (Rossi, Young) – 4:45 Live
5. „Whatever You Want“ (Parfitt, Bown) – 5:34 Live
6. „Rockin' All Over the World“ (John Cameron Fogerty) – 3:50 Live
7. „Beginning of the End“ (Rossi, Edwards) – Video Live

## Mitwirkende
- Francis Rossi – Vocals, Leadgitarre
- Rick Parfitt – Vocals, Gitarre
- John Edwards – Bass, Vocals
- Andy Bown – Keyboards
- Matt Letley – Schlagzeug

## Charts und Chartplatzierungen
| ChartsChartplatzierungen     | Höchstplatzierung | Wochen |
| ---------------------------- | ----------------- | ------ |
| Deutschland (GfK)            | 22 (4 Wo.)        | 4      |
| Schweiz (IFPI)               | 18 (4 Wo.)        | 4      |
| Vereinigtes Königreich (OCC) | 15 (2 Wo.)        | 2      |